# D2sp2杂化
d2sp2杂化是指一个原子内的两个n-1d轨道、一个ns轨道和两个np轨道发生杂化的过程。原子发生d2sp2杂化后，上述n-1d轨道、ns轨道和np轨道便会转化成为五个杂化轨道，称为“d2sp2杂化轨道”。五个d2sp2杂化轨道分别存在于两个平面上，其中，位于水平面的四个杂化两两之间的夹角皆为90°，另有一个杂化轨道位于轴向平面、垂直于其余四个杂化轨道。一般认为d2sp2杂化的水平杂化轨道是由dx²-z²、s、px和py轨道组成的，而轴向杂化轨道则由dz²和pz组成。d2sp2杂化一般发生在分子形成过程中。杂化过程中，能量相近的d轨道、s轨道和p轨道发生叠加，不同类型的原子轨道重新分配能量并调整方向。